# NGC 5707
NGC 5707 est une galaxie spirale vue par la tranche et située dans la constellation du Bouvier. Sa vitesse par rapport au fond diffus cosmologique est de 2 292 ± 8 km/s, ce qui correspond à une distance de Hubble de 33,8 ± 2,4 Mpc (∼110 millions d'al). NGC 5707 a été découverte par l'astronome américain Lewis Swift en 1878.

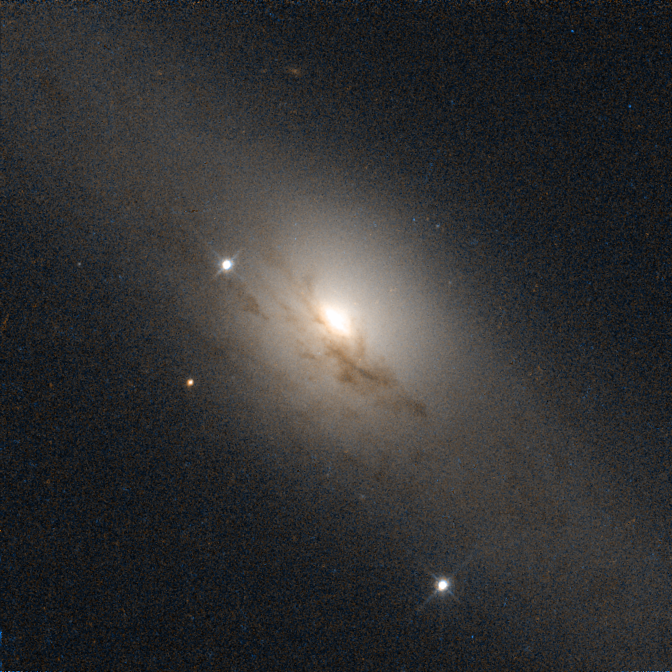
NGC 5707 par le télescope spatial Hubble.

La classe de luminosité de NGC 5707 est I-II et elle présente une large raie HI.
À ce jour, quatre mesures non basées sur le décalage vers le rouge (redshift) donnent une distance de 43,300 ± 3,683 Mpc (∼141 millions d'al), ce qui est à l'extérieur des valeurs de la distance de Hubble. Notons cependant que c'est avec la valeur moyenne des mesures indépendantes, lorsqu'elles existent, que la base de données NASA/IPAC calcule le diamètre d'une galaxie et qu'en conséquence le diamètre de NGC 5707 pourrait être d'environ 26,7 kpc (∼87 100 al) si on utilisait la distance de Hubble pour le calculer.
La galaxie au nord de NGC 5707 est PGC 52269 et sa distance de Hubble est égale à 195 ± 14 Mpc (∼636 millions d'al). Elle est donc beaucoup plus éloignée que NGC 5707 et ces deux galaxies forment donc une paire purement optique.

## Groupe d'IC 1029
Selon A. M. Garcia, NGC 5707 fait partie du groupe d'IC 1029. Ce groupe de galaxies compte au moins 11 membres. Les autres galaxies du groupe sont NGC 5602, NGC 5660, NGC 5673, NGC 5676, NGC 5682, NGC 5689, NGC 5693, IC 1029 et UGC 9426. La onzième galaxie mentionnée par Garcia est NGC 5624, mais son appartenance à ce groupe est incertaine.
Abraham Mahtessian mentionne aussi ce groupe, mais sa liste ne comprend que six galaxies : NGC 5660, NGC 5673, NGC 5676, NGC 5689, NGC 5693 et IC 1029.